# Puerto López

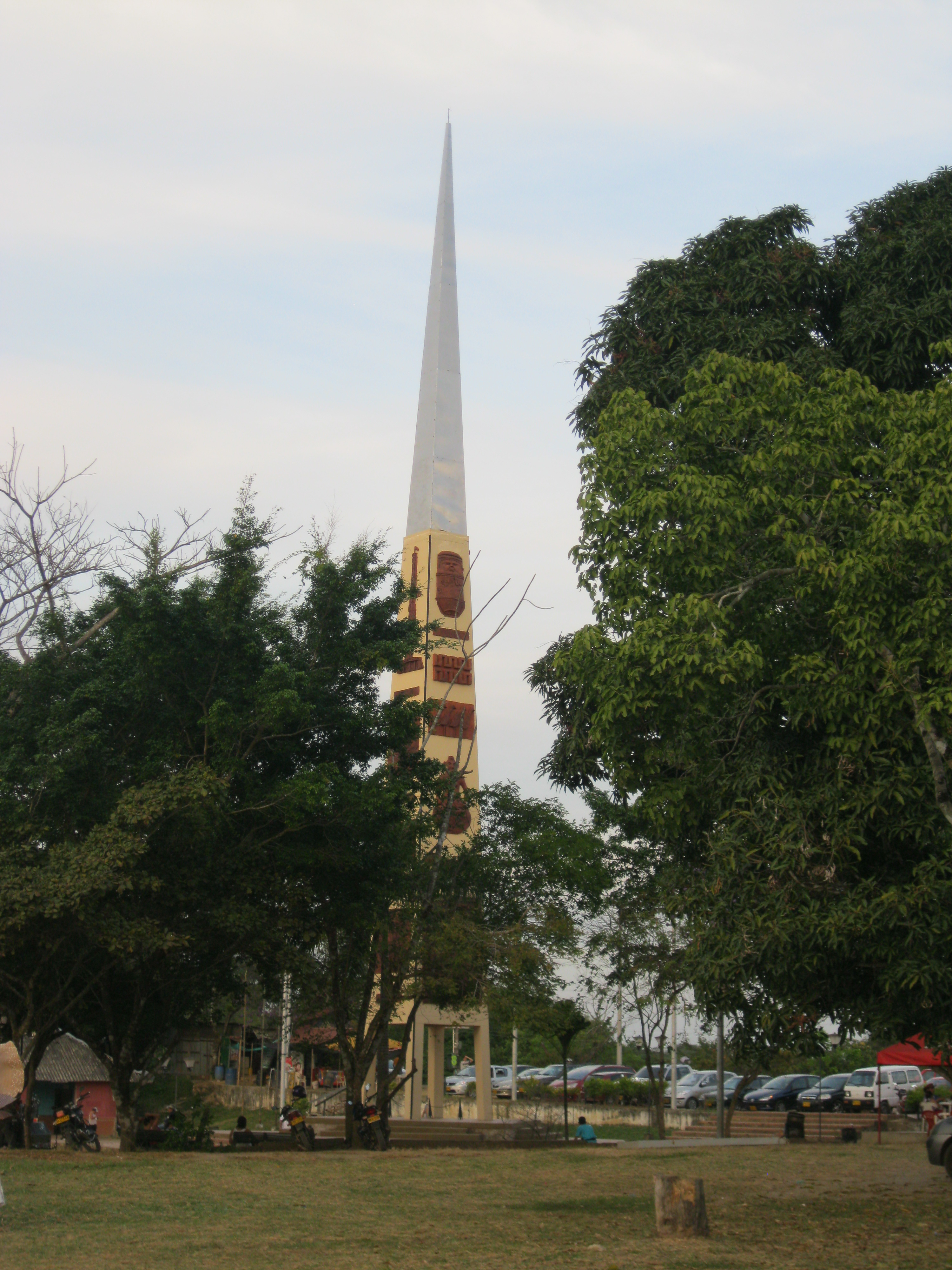
Altomenegua, Puerto López, Colômbia

Puerto López é um município da Colômbia, localizado no departamento de Meta.